# تشرنوویتسه (ناحیه خوموتوف)
تشرنوویتسه (به چکی: Černovice) یک منطقهٔ مسکونی در جمهوری چک است که در ناحیه خوموتوو واقع شده‌است.